# Neopanorpa angustipennis
Neopanorpa angustipennis är en näbbsländeart som först beskrevs av John Obadiah Westwood 1842.  Neopanorpa angustipennis ingår i släktet Neopanorpa och familjen skorpionsländor. Inga underarter finns listade i Catalogue of Life.